# Acerastes animatus
Acerastes animatus là một loài tò vò trong họ Ichneumonidae.